# Sacred: Podziemia
Sacred: Podziemia (Sacred: Underworld) – oficjalny dodatek do gry hack & slash, zatytułowanej Sacred. 

## Opis fabuły
Fabuła rozszerzenia rozpoczyna się w momencie zakończenia historii znanej z oryginalnej produkcji - Sacred. Shaddar, przechodzi na stronę bohatera (jako Shaddar Biały). Gracze na nowo przenoszą się do królestwa Ancaria, które po obaleniu Shaddara musi zmierzyć się z nowym niebezpieczeństwem, Andukarem - demonem, który zawładnął krainą podziemi (Menelgond). Porywa on baronową Vilyę, która miała po śmierci króla Valora panować w Ancarii. Po wielu perypetiach, prowadzona postać stanie nawet przez portalem prowadzącym do piekieł i tylko od niej będzie zależał los Ancarii oraz jej mieszkańców. Celem gry jest uratowanie baronowej Vilyi z rąk demonów i pokonanie złego władcy podziemi - Andukara.

## Nowe Postacie
Oprócz nowego wątku fabularnego, do gry zostały wprowadzone także dwie nowe postacie, czyli dzięki dodatkowi jest teraz łącznie osiem postaci. Mianowicie są to:
- Krasnolud - wojownik o niskim wzroście posiadający krępą budowę ciała i specyficzne zdolności dla jego rasy. W bitwie zamiast łuków i kusz, posługuje się bronią palną (pistoletami i strzelbami). Posiada również specjalne dla niego umiejętności, między innymi podkładanie min lub strzelanie z naramiennego działa.
- Demoniczna Wiedźma - wojowniczka wypędzona z piekła i pozbawiona swych demonicznych mocy. Po wygnaniu do Ancarii używa przeważnie klasycznych przedmiotów do walki, ale również posiada swoje specjalne zdolności. Posiada na przykład umiejętność przejmowania właściwości różnych żywiołów, zmieniając się tym samym w demona danego żywiołu na pewien czas. Dzięki temu może bardzo łatwo eliminować swoich przeciwników.

## Nowości
Poza nowym wątkiem fabularnym i postaciami, w grze dodano sporo nowych rzeczy oraz poprawek tych co już były w podstawowej części gry (Sacred). Mianowicie:
- szereg zadań głównych i pobocznych do wykonania
- nowych sojuszników i bohaterów niezależnych
- świat Ancarii został rozszerzony o kolejne 30-40%
- dodano dużo nowych stworów, które spotkamy podczas podróży przez podziemia
- dodano również mnóstwo nowych przedmiotów (setów i unikatów) dla postaci
- możliwość przenoszenia itemów
- zmodyfikowano interfejs i wprowadzono kilka funkcji ułatwiających grę (funkcje informacyjne o przeciwniku lub nową symbolikę)
- usunięto wykryte błędy programistyczne